# Związek Młodzieży Tatarskiej
Związek Młodzieży Tatarskiej (biał. Саюз Татарскай Моладзі, STM) – kolaboracyjna organizacja młodzieżowa grupująca Tatarów z obszaru Białorusi i Litwy pod koniec II wojny światowej.
Od początku 1942 r. wielki mufti Jakub Szynkiewicz prowadził rozmowy z władzami Okręgu Generalnego "Białoruś" w sprawie włączenia przedstawicieli społeczności tatarskiej w skład niemieckiej administracji okupacyjnej. Zamierzał też stworzyć organizację grupującą młodzież tatarską i komitety tatarskie w terenie. Władze III Rzeszy sprzeciwiły się tym planom, ale w sierpniu 1942 r. gauleiter Wilhelm Kube zezwolił przedstawicielowi muftiego na okupowanej Białorusi A. Smajkiewiczowi i jego zastępcy B. Chaleckiemu na przeprowadzenie spisu Tatarów, chcących współpracować z Niemcami. Jesienią 1942 r. w Mińsku powstało oficjalne przedstawicielstwo muftiego z A. Smajkowiczem na czele. Wokół niego zaczęli się organizować tatarscy działacze narodowi. Na początku sierpnia 1943 r. J. Szynkiewicz zwrócił się do W. Kubego o pomoc w zorganizowaniu wyjazdu do Niemiec delegacji młodych Tatarów, co zostało pozytywnie załatwione. Kolejnym jego krokiem było powołanie w miejscowościach, gdzie były duże skupiska ludności tatarskiej, komitetów tatarskich. Od końca lutego 1944 r. powstały one w Mińsku, Klecku i Lachowiczach. 
W marcu 1944 doszło w Wilnie do rozmów pomiędzy muftim i SS-Obersturmbannführerem Schulzem z SD w sprawie powołania organizacji młodzieży tatarskiej. W ich wyniku doszło ostatecznie do powstania Związku Młodzieży Tatarskiej. Na jego czele stanął B. Chalecki. Związek działał na obszarze Okręgu Generalnego "Białoruś" i Okręgu Generalnego "Litwa" z główną siedzibą w Wilnie. Jego organizacja była wzorowana na Hitlerjugend. Członkami STM mogli być młodzi Tatarzy w wieku od 6 do 20 lat. Byli oni podzieleni na 3 grupy: dzieci 6-10 lat, średniego wieku 11-14 lat i najstarsi 15-20 lat. Istniał też podział na organizację męską i kobiecą. Członkowie związku wykonywali różne pomocnicze funkcje w niemieckiej administracji okupacyjnej, służyli w policji porządkowej, opiekowali się w szpitalach rannymi żołnierzami wyznania muzułmańskiego, pełnili służbę wartowniczą itp. Organizacja prowadziła też werbunek młodych Tatarów do pomocniczych oddziałów Luftwaffe, tzw. Luftwaffenhelfer. W krótkim czasie nowym przewodniczącym STM został Ch. Jakubouski. W maju 1944 r. kierownictwo związku zdążyło jeszcze odbyć podróż po szeregu miast III Rzeszy, gdzie spotykało się z przedstawicielami Hitlerjugend. 
Działalność STM zakończyła się w związku z zajęciem obszarów Białorusi i Litwy przez Armię Czerwoną. Część jego członków wyjechała po wojnie do różnych krajów muzułmańskich, zaś część była deportowana do ZSRR i skazana na długoletnie więzienie lub śmierć.